# Metody datowania skał

## Metody datowań względnych
Metody datowań względnych pozwalają określić wiek danej skały względem innych skał. Nie podają natomiast jej wieku bezwzględnego tzn. wyznaczonego konkretną liczbą.
- Metoda stratygraficzna – metoda ta pozwala na określenie względnego wieku skał na podstawie przestrzennego ułożenia warstw skalnych; jeżeli warstwy skalne w ciągu dziejów nie zostały przemieszczone lub silnie sfałdowane (w wyniku procesów geologicznych), wówczas warstwy leżące niżej są starsze, a młodsze to te, które leżą wyżej (zasada superpozycji).

- Metoda tektoniczna – metoda za pomocą której można określić wiek ruchów mas skalnych; jeżeli na warstwach pofałdowanych skał leżą warstwy o poziomym ułożeniu, możemy wówczas wywnioskować, że najpierw powstały warstwy spodnie, które zostały sfałdowane, a następnie na nich osadziły się warstwy o układzie poziomym; jednym zdaniem – fałdowanie miało miejsce po utworzeniu się skał sfałdowanych, a przed osadzeniem się utworów leżących poziomo.

- Metoda morfologiczna – opiera się na badaniu rzeźby powierzchni ziemi; wszystkie procesy geologiczne i geomorfologiczne zostawiają ślady, których odczytanie i właściwa interpretacja może ułatwić określenie wieku skał, np. ślady działalności mórz w głębi lądów, kształty dolin rzecznych, materiał skalny pozostawiony przez lądolód (morena powierzchniowa) itp.

- Metoda paleontologiczna (biostratygraficzna) – polega na ustaleniu wieku skał na podstawie znajdujących się w nich skamieniałości przewodnich, czyli takich, które żyły dość krótko, ale za to były bardzo rozpowszechnione (ich szczątki znajdujemy w wielu miejscach kuli ziemskiej); znajdując szczątki tych organizmów w formacjach skalnych położonych w różnych miejscach na kontynencie, możemy wnioskować, że skały te powstały w tym samym czasie.

trylobity, graptolity – skamieniałości przewodnie dla ery paleozoicznej
belemnity, amonity – skamieniałości przewodnie dla ery mezozoicznej.

## Metody datowań bezwzględnych
Są to metody pozwalające na określenie wieku skały w latach.
- Metoda radiometryczna – wykorzystuje właściwości pierwiastków promieniotwórczych. W czasie, zwanym czas połowicznego rozpadu, połowa atomów nietrwałego izotopu ulega przemianie w atomy pierwiastków potomnych. Proporcje między ilością pierwiastka promieniotwórczego a ilością produktów jego rozpadu, przy znanym czasie połowicznego rozpadu, umożliwiają obliczenie czasu, jaki minął od momentu krystalizacji skały.

Najwcześniej (1907) wiek skał określono na podstawie określonej wcześniej ilości ołowiu i uranu w skałach (metoda uran-ołów). Po poznaniu budowy atomów do określenia ilości poszczególnych izotopów wykorzystuje się spektrometry masy. Poza uranem wykorzystuje się w tej chwili izotop potasu (40K). Metody te znajdują zastosowanie w badaniu skał magmowych i metamorficznych.
Bezwzględny wiek młodych skał osadowych (do 40 tys. lat wstecz) zawierających węgiel pochodzący z fotosyntezy wyznacza się metodą datowania radiowęglowego, określając ilościowy stosunek izotopu węgla 14C do całości węgla w szczątkach organicznych. Proporcja węgla 14C do 12C jest stała w materii żywej, a po śmierci organizmu zmniejsza się z biegiem czasu, dlatego też na podstawie tego można określić czas śmierci organizmu.
- Metoda de Geera – wykorzystuje iły warwowe, powstające w cyklach rocznych: jaśniejsza warstwa w lecie, ciemniejsza – w zimie. Analiza sekwencji grubości poszczególnych pakietów rocznych pozwala ustalić dość precyzyjnie wiek badanych iłów warwowych.

- Metoda magnetometryczna – wykorzystuje cechy magnetyczne skał nabyte w różnych epokach geologicznych w ówczesnym ziemskim polu magnetycznym. Badania cech magnetycznych skał kontynentów pozwoliły na wyznaczenie krzywej względnego ruchu bieguna magnetycznego w przeszłości geologicznej i wyskalowanie jej w jednostkach czasu.

- Metoda sedymentologiczna – wywodząca się z pomiarów tempa sedymentacji osadów w zbiornikach wodnych. Aby określić, w jakim czasie powstawał dany zespół osadów, obserwuje się współczesne tempo sedymentacji. Szybkość sedymentacji iłów w Morzu Bałtyckim została oszacowana na 2–3 cm w ciągu 100 lat. W morzach otwartych szybkość sedymentacji jest znacznie mniejsza, do 1 milimetra na 100 lat. Znając współczesne tempo sedymentacji osadów i ich miąższość można obliczyć, w jakim czasie powstawały te osady. Metody sedymentologiczne pozwalają tylko na określenie szacunkowego czasu tworzenia się osadów, gdyż tempo sedymentacji zależy od wielu czynników, które w dalekiej przeszłości geologicznej mogły być inne niż obecne.